# イオングローバルSCM
イオングローバルSCM株式会社（英: AEON GLOBAL SCM CO.,LTD.）は、千葉県千葉市美浜区に本社を置く、イオンの物流機能子会社。イオングループのサプライチェーン・マネジメント業務を行っている。

## 概要
2007年にグループ共通機能の集約やグループマネジメント体制の構築戦略のために、SCMを担うイオンの機能会社として設立された。主な事業内容は、イオングループの物流センターの管理・運営、物流業務の受託ならびに物流情報の収集処理業務である。国内に71か所、海外に7か所の物流センターを有している。

## 沿革
- 2007年 - イオン株式会社より物流部門を分社化し、「イオングローバルSCM株式会社」を設立
- 2013年
  - マレーシアクアラルンプールにイオングローバルSCMマレーシアを設立
  - 中華人民共和国北京市にイオングローバルSCMチャイナを設立
- 2016年 - 株式会社ダイエーの物流子会社である株式会社ロジワンを合併[4]

## 関係会社

### 海外
- イオングローバルSCMマレーシア（AEON GLOBAL SCM SDN. BHD.）- マレーシア
- イオングローバルSCMチャイナ（永旺環球（北京）国際貨運代理有限公司）- 中国